# Torneo Clausura 2019 Primera División (Guatemala)
El Torneo Clausura 2019 fue la edición de la Primera División que dio por concluida a la temporada 2018-19 de la máxima categoría de ascenso en Guatemala. Contó con la participación de 20 equipos.

## Sistema de competición
Veinte equipos de diferentes partes del país son divididos en dos grupos de 10 equipos cada uno, quienes se enfrenta en un formato de visita recíproca utilizando el sistema de puntos del fútbol internacional: 3 puntos por victoria, 1 punto por empate y 0 puntos por derrota.
Al final de los enfrentamientos regulares, los cuatro mejores equipos de cada grupo se enfrentan en la fase final, en donde equipos de ambos grupos se enfrentan entre sí, de la siguiente manera
1°A vs 4°B
2°A vs 3°B
1°B vs 4°A
2°B vs 3°A
Conformando las llaves antes mencionadas los cuartos de final; los equipos continúan su camino al título en rondas de eliminación directa en las que se usa como desempate la regla del gol de visitante.
Los dos equipos que clasifiquen a la final jugarán el ascenso a la Liga Nacional contra los dos finalistas del próximo torneo.

## Equipos participantes
| Grupo A                      |                       |                                      |                                             |           |                  |               |
| Equipo                       | Entrenador            | Ciudad                               | Estadio                                     | Capacidad | Patrocinador     | Uniforme      |
| Chimaltenango FC             | Otto Rodríguez        | Chimaltenango, Chimaltenango         | Estadio Municipal de Chimaltenango          | 3 500     | Tigo             | Arcon         |
| Deportivo Reu                | Manuel Castañeda      | Retalhuleu, Retalhuleu               | Óscar Monterroso Izaguirre                  | 9 000     | Banrural         | JaviSport     |
| CD Marquense                 | César Fonseca         | San Marcos, San Marcos               | Marquesa de la Ensenada                     | 10 000    | Bantrab          | Freedom       |
| CD Nueva Concepción          | Julio Gayol           | Nueva Concepción, Escuintla          | José Luis Ibarra                            | 3 000     | Oto Lima         | MG Sports     |
| Quiché FC                    | Henry Barrientos      | Santa Cruz del Quiché, Quiché        | José Luis Ibarra                            | 3 000     | Farmacias Batres | JaviSports    |
| Rosario FC                   | Wálter González       | Quetzaltenango, Quetzaltenango       | Profútbol Xela                              | 3 000     | Bantrab          | Umbro         |
| Deportivo San Pedro          | Adán Paniagua         | San Pedro Sacatepéquez, San Marcos   | Estadio Municipal de San Pedro              | 5 000     | Muni San Pedro   | Freedom       |
| FC Santa Lucía Cotzumalguapa | Juan Alberto Salguero | Santa Lucía Cotzumalguapa, Escuintla | Estadio Municipal Santa Lucía Cotzumalguapa | 7 500     | Banrural         | JaviSports    |
| Sololá Fútbol Club           | Jaime Cáceres         | Sololá, Sololá                       | Estadio Xambá                               | 2 000     | Micoope          | Demos Pro     |
| CSD Suchitepéquez            | César Eduardo Méndez  | Mazatenango, Suchitepéquez           | Carlos Salazar Hijo                         | 10 000    | Tigo             | Milán         |
| Grupo B                      |                       |                                      |                                             |           |                  |               |
| Equipo                       | Entrenador            | Ciudad                               | Estadio                                     | Capacidad | Patrocinador     | Uniforme      |
| Deportivo Achuapa            | Irving Olivares       | El Progreso, Jutiapa                 | Estadio Manuel Ariza                        | 3 000     | Banrural         | NS Sport      |
| Aurora FC                    | Gabriel Castillo      | Ciudad de Guatemala                  | Estadio del Ejército                        | 13 500    | Claro            | Demos Pro     |
| CSD Carchá                   | Sergio Pardo          | San Pedro Carchá, Alta Verapaz       | Juan Ramón Ponce Guay                       | 10 500    | Muni Carchá      | Nevimar       |
| Comunicaciones B             | Iván Franco Sopegno   | Ciudad de Guatemala                  | Cementos Progreso                           | 17 300    | Bantrab          | Puma          |
| Jocotán FC                   | Julio César Englenton | Jocotán, Chiquimula                  | Estadio Municipal Olimpia                   | 2 000     | Banrural         | Demos Pro     |
| CSD Mictlán                  | José Garnica          | Asunción Mita, Jutiapa               | Estadio La Asunción                         | 5 000     | Bantrab          | Demos Pro     |
| Deportivo Mixco              | Milton Cabrera        | Mixco, Guatemala                     | Complejo Deportivo de Mixco                 | 1 000     | Banrural         | Independiente |
| CSD Sacachispas              | Cesar Mario Calero    | Chiquimula, Chiquimula               | Estadio Las Victorias                       | 3 000     | Banrural         | Milán         |
| CD Sansare                   | Juan Carlos Espinoza  | Sansare, El Progreso                 | Las Victorias de Sansare                    | 2 500     | Zeta Gas         | Arcon         |
| Universidad SC               | Sergio Guevara        | Ciudad de Guatemala                  | Estadio Revolución                          | 5 000     | Pepsi            | Nevimar       |

### Equipos por departamento
| Departamento   | N.º | Equipos                                              |
| -------------- | --- | ---------------------------------------------------- |
| Guatemala      | 4   | Universidad SC, Aurora FC, Cremas B, Deportivo Mixco |
| San Marcos     | 2   | Marquense, San Pedro                                 |
| Escuintla      | 2   | Nueva Concepción, FC Santa Lucía Cotzumalguapa       |
| Chiquimula     | 2   | Sacachispas, Chiquimula                              |
| Jutiapa        | 2   | Mictlán, Deportivo Achuapa                           |
| Suchitepéquez  | 1   | Suchitepéquez                                        |
| Alta Verapaz   | 1   | Carchá                                               |
| Retalhuleu     | 1   | Deportivo Reu                                        |
| Quetzaltenango | 1   | Rosario                                              |
| Chimaltenango  | 1   | Chimaltenango                                        |
| Sololá         | 1   | Sololá                                               |
| El Progreso    | 1   | Sansare                                              |
| Quiché         | 1   | Quiché FC                                            |

### Ascensos y descensos
| Pos.  | Descendidos de la Primera División 2017-18 |
| ----- | ------------------------------------------ |
| 10° A | Barillas FC                                |
| 10° B | Deportivo Quiriguá                         |
| RP    | Escuintla SS                               |

| Pos. | Ascendidos de Segunda División 2017-2018 |
| ---- | ---------------------------------------- |
| 1.º  | Deportivo Achuapa                        |
| 2.º  | Deportivo San Pedro                      |
| 3°   | Quiché FC                                |

## Clasificación

### Grupo A
| Pos. | Equipo              | Pts. | PJ | G | E | P | GF | GC | Dif. | Clasificación    |
| ---- | ------------------- | ---- | -- | - | - | - | -- | -- | ---- | ---------------- |
| 1    | Chimaltenango       | 27   | 16 | 9 | 0 | 7 | 21 | 13 | +8   | Cuartos de final |
| 2    | Marquense           | 26   | 16 | 7 | 5 | 4 | 18 | 12 | +6   | Cuartos de final |
| 3    | Quiché              | 25   | 16 | 7 | 4 | 5 | 22 | 14 | +8   | Cuartos de final |
| 4    | Santa Lucía         | 25   | 16 | 7 | 4 | 5 | 22 | 16 | +6   | Cuartos de final |
| 5    | Deportivo San Pedro | 23   | 16 | 6 | 5 | 5 | 22 | 20 | +2   |                  |
| 6    | Deportivo Reu       | 21   | 16 | 6 | 3 | 7 | 21 | 27 | −6   |                  |
| 7    | Nueva Concepción    | 19   | 16 | 5 | 4 | 7 | 19 | 27 | −8   |                  |
| 8    | Suchitepéquez       | 16   | 16 | 4 | 4 | 8 | 21 | 30 | −9   |                  |
| 9    | Sololá              | 18   | 16 | 5 | 3 | 8 | 18 | 25 | −7   |                  |
| 10   | Rosario             | 0    | 0  | 0 | 0 | 0 | 0  | 0  | 0    |                  |

 Fuente: 

### Grupo B
| Pos. | Equipo            | Pts. | PJ | G | E | P | GF | GC | Dif. | Clasificación    |
| ---- | ----------------- | ---- | -- | - | - | - | -- | -- | ---- | ---------------- |
| 1    | Deportivo Achuapa | 27   | 18 | 6 | 9 | 3 | 21 | 15 | +6   | Cuartos de final |
| 2    | CD Sansare        | 26   | 18 | 7 | 5 | 6 | 20 | 19 | +1   | Cuartos de final |
| 3    | Deportivo Mixco   | 26   | 18 | 7 | 5 | 6 | 13 | 14 | −1   | Cuartos de final |
| 4    | Comunicaciones B  | 25   | 18 | 6 | 7 | 5 | 20 | 17 | +3   | Cuartos de final |
| 5    | Jocotán FC        | 25   | 18 | 7 | 4 | 7 | 19 | 16 | +3   |                  |
| 6    | CSD Sacachispas   | 25   | 18 | 7 | 4 | 7 | 13 | 14 | −1   |                  |
| 7    | Aurora FC         | 24   | 18 | 5 | 9 | 4 | 15 | 12 | +3   |                  |
| 8    | CSD Carchá        | 23   | 18 | 6 | 5 | 7 | 14 | 23 | −9   |                  |
| 9    | Universidad SC    | 20   | 18 | 4 | 8 | 6 | 17 | 19 | −2   |                  |
| 10   | CSD Mictlán       | 17   | 18 | 3 | 8 | 7 | 14 | 17 | −3   |                  |

 Fuente: 

## Tabla de temporada

### Grupo A
| Pos. | Equipo              | Pts. | PJ | G  | E  | P  | GF | GC | Dif. | Clasificación                            |
| ---- | ------------------- | ---- | -- | -- | -- | -- | -- | -- | ---- | ---------------------------------------- |
| 1    | Santa Lucía         | 60   | 34 | 18 | 6  | 10 | 52 | 30 | +22  |                                          |
| 2    | Chimaltenango       | 58   | 34 | 18 | 4  | 12 | 48 | 27 | +21  |                                          |
| 3    | Quiché              | 54   | 34 | 15 | 9  | 10 | 44 | 35 | +9   |                                          |
| 4    | Deportivo San Pedro | 50   | 34 | 13 | 11 | 10 | 46 | 35 | +11  |                                          |
| 5    | Marquense           | 50   | 34 | 14 | 8  | 12 | 36 | 40 | −4   |                                          |
| 6    | Nueva Concepción    | 46   | 34 | 13 | 7  | 14 | 44 | 44 | 0    |                                          |
| 7    | Deportivo Reu       | 50   | 34 | 14 | 8  | 12 | 46 | 45 | +1   |                                          |
| 8    | Sololá              | 43   | 34 | 12 | 7  | 15 | 40 | 55 | −15  |                                          |
| 9    | Suchitepéquez       | 36   | 34 | 9  | 9  | 16 | 58 | 58 | 0    | Repechaje por la permanencia             |
| 10   | Rosario             | 4    | 18 | 1  | 1  | 16 | 11 | 56 | −45  | Descendido a la Segunda División 2019-20 |

 Fuente: 

### Grupo B
| Pos. | Equipo            | Pts. | PJ | G  | E  | P  | GF | GC | Dif. | Clasificación                            |
| ---- | ----------------- | ---- | -- | -- | -- | -- | -- | -- | ---- | ---------------------------------------- |
| 1    | CD Sansare        | 56   | 36 | 16 | 8  | 12 | 47 | 43 | +4   |                                          |
| 2    | Deportivo Mixco   | 56   | 36 | 15 | 11 | 10 | 40 | 36 | +4   |                                          |
| 3    | Aurora FC         | 54   | 36 | 13 | 15 | 8  | 37 | 25 | +12  |                                          |
| 4    | Comunicaciones B  | 53   | 36 | 13 | 14 | 9  | 52 | 33 | +19  |                                          |
| 5    | Deportivo Achuapa | 52   | 36 | 12 | 16 | 8  | 50 | 40 | +10  |                                          |
| 6    | CSD Sacachispas   | 51   | 36 | 14 | 9  | 13 | 39 | 38 | +1   |                                          |
| 7    | CSD Carchá        | 47   | 36 | 13 | 8  | 15 | 36 | 48 | −12  |                                          |
| 8    | CSD Mictlán       | 45   | 36 | 11 | 12 | 13 | 39 | 39 | 0    |                                          |
| 9    | Jocotán FC        | 38   | 36 | 10 | 8  | 18 | 32 | 50 | −18  | Repechaje por la permanencia             |
| 10   | Universidad SC    | 31   | 36 | 6  | 13 | 17 | 37 | 58 | −21  | Descendido a la Segunda División 2019-20 |

 Fuente: 

## Repechaje por la permanencia
| 4 de mayo de 2019, 15:00 | Suchitepéquez | 3:0 (2:0) | Jocotán FC | El Trébol, Ciudad de Guatemala |  |
|                          |               |           |            | Asistencia: 2 000 espectadores |  |

Suchitepéquez venció en el playoff a partido único y salva la categoría.
Jocotán desciende a la Segunda División de Guatemala 2019-20

## Fase final
|  | Cuartos de final                                           | Cuartos de final                                           | Cuartos de final                                           | Cuartos de final                                           | Cuartos de final                                           |   |   | Semifinales                                                  | Semifinales                                                  | Semifinales                                                  | Semifinales                                                  | Semifinales                                                  |  |   | Final                                | Final                                | Final                                | Final                                | Final                                |  |
|  | 1 de mayo y 2 de mayo (ida) 4 de mayo y 5 de mayo (vuelta) | 1 de mayo y 2 de mayo (ida) 4 de mayo y 5 de mayo (vuelta) | 1 de mayo y 2 de mayo (ida) 4 de mayo y 5 de mayo (vuelta) | 1 de mayo y 2 de mayo (ida) 4 de mayo y 5 de mayo (vuelta) | 1 de mayo y 2 de mayo (ida) 4 de mayo y 5 de mayo (vuelta) |   |   | 8 de mayo y 9 de mayo (ida) 11 de mayo y 12 de mayo (vuelta) | 8 de mayo y 9 de mayo (ida) 11 de mayo y 12 de mayo (vuelta) | 8 de mayo y 9 de mayo (ida) 11 de mayo y 12 de mayo (vuelta) | 8 de mayo y 9 de mayo (ida) 11 de mayo y 12 de mayo (vuelta) | 8 de mayo y 9 de mayo (ida) 11 de mayo y 12 de mayo (vuelta) |  |   | 16 de mayo (ida) 19 de mayo (vuelta) | 16 de mayo (ida) 19 de mayo (vuelta) | 16 de mayo (ida) 19 de mayo (vuelta) | 16 de mayo (ida) 19 de mayo (vuelta) | 16 de mayo (ida) 19 de mayo (vuelta) |  |
|  |                                                            |                                                            |                                                            |                                                            |                                                            |   |   |                                                              |                                                              |                                                              |                                                              |                                                              |  |   |                                      |                                      |                                      |                                      |                                      |  |
|  |                                                            |                                                            |                                                            |                                                            |                                                            |   |   |                                                              |                                                              |                                                              |                                                              |                                                              |  |   |                                      |                                      |                                      |                                      |                                      |  |
|  | A3                                                         | Quiché                                                     | 2                                                          | 3                                                          | 5                                                          |   |   |                                                              |                                                              |                                                              |                                                              |                                                              |  |   |                                      |                                      |                                      |                                      |                                      |  |
|  | A3                                                         | Quiché                                                     | 2                                                          | 3                                                          | 5                                                          |   |   |                                                              |                                                              |                                                              |                                                              |                                                              |  |   |                                      |                                      |                                      |                                      |                                      |  |
|  | B2                                                         | Sansare                                                    | 0                                                          | 2                                                          | 2                                                          |   |   |                                                              |                                                              |                                                              |                                                              |                                                              |  |   |                                      |                                      |                                      |                                      |                                      |  |
|  | B2                                                         | Sansare                                                    | 0                                                          | 2                                                          | 2                                                          |   | 4 | Quiché                                                       | 2                                                            | 2                                                            | 4                                                            |                                                              |  |   |                                      |                                      |                                      |                                      |                                      |  |
|  |                                                            |                                                            |                                                            |                                                            |                                                            |   | 4 | Quiché                                                       | 2                                                            | 2                                                            | 4                                                            |                                                              |  |   |                                      |                                      |                                      |                                      |                                      |  |
|  |                                                            |                                                            | 1                                                          | Achuapa                                                    | 3                                                          | 0 | 3 |                                                              |                                                              |                                                              |                                                              |                                                              |  |   |                                      |                                      |                                      |                                      |                                      |  |
|  | A4                                                         | Santa Lucía                                                | 1                                                          | Achuapa                                                    | 3                                                          | 0 | 3 | 3                                                            | 0                                                            | 3                                                            |                                                              |                                                              |  |   |                                      |                                      |                                      |                                      |                                      |  |
|  | A4                                                         | Santa Lucía                                                |                                                            |                                                            |                                                            |   |   |                                                              |                                                              | 3                                                            |                                                              |                                                              |  |   |                                      |                                      |                                      |                                      |                                      |  |
|  | B1                                                         | Achuapa                                                    | 1                                                          | 4                                                          | 5                                                          |   |   |                                                              |                                                              |                                                              |                                                              |                                                              |  |   |                                      |                                      |                                      |                                      |                                      |  |
|  | B1                                                         | Achuapa                                                    | 1                                                          | 4                                                          | 5                                                          |   |   |                                                              |                                                              |                                                              |                                                              |                                                              |  | 1 | Mixco                                | 1                                    | -                                    | -                                    |                                      |  |
|  |                                                            |                                                            |                                                            |                                                            |                                                            |   |   |                                                              |                                                              |                                                              |                                                              |                                                              |  | 1 | Mixco                                | 1                                    | -                                    | -                                    |                                      |  |
|  |                                                            |                                                            | 2                                                          | Quiché                                                     | 3                                                          | - | - |                                                              |                                                              |                                                              |                                                              |                                                              |  |   |                                      |                                      |                                      |                                      |                                      |  |
|  | B3                                                         | Mixco                                                      | 2                                                          | Quiché                                                     | 3                                                          | - | - | 1                                                            | 1                                                            | 2                                                            |                                                              |                                                              |  |   |                                      |                                      |                                      |                                      |                                      |  |
|  | B3                                                         | Mixco                                                      |                                                            |                                                            |                                                            |   |   |                                                              |                                                              | 2                                                            |                                                              |                                                              |  |   |                                      |                                      |                                      |                                      |                                      |  |
|  | A2                                                         | Marquense                                                  | 0                                                          | 2                                                          | 2                                                          |   |   |                                                              |                                                              |                                                              |                                                              |                                                              |  |   |                                      |                                      |                                      |                                      |                                      |  |
|  | A2                                                         | Marquense                                                  | 0                                                          | 2                                                          | 2                                                          |   | 2 | Mixco                                                        | 1                                                            | 1                                                            | 1                                                            |                                                              |  |   |                                      |                                      |                                      |                                      |                                      |  |
|  |                                                            |                                                            |                                                            |                                                            |                                                            |   | 2 | Mixco                                                        | 1                                                            | 1                                                            | 1                                                            |                                                              |  |   |                                      |                                      |                                      |                                      |                                      |  |
|  |                                                            |                                                            | 3                                                          | Chimaltenango                                              | 0                                                          | 0 | 0 |                                                              |                                                              |                                                              |                                                              |                                                              |  |   |                                      |                                      |                                      |                                      |                                      |  |
|  | A1                                                         | Chimaltenango                                              | 3                                                          | Chimaltenango                                              | 0                                                          | 0 | 0 | 1                                                            | 1                                                            | 2                                                            |                                                              |                                                              |  |   |                                      |                                      |                                      |                                      |                                      |  |
|  | A1                                                         | Chimaltenango                                              |                                                            |                                                            |                                                            |   |   |                                                              |                                                              | 2                                                            |                                                              |                                                              |  |   |                                      |                                      |                                      |                                      |                                      |  |
|  | B4                                                         | Comunicaciones B                                           | 1                                                          | 0                                                          | 1                                                          |   |   |                                                              |                                                              |                                                              |                                                              |                                                              |  |   |                                      |                                      |                                      |                                      |                                      |  |
|  | B4                                                         | Comunicaciones B                                           | 1                                                          | 0                                                          | 1                                                          |   |   |                                                              |                                                              |                                                              |                                                              |                                                              |  |   |                                      |                                      |                                      |                                      |                                      |  |
|  |                                                            |                                                            |                                                            |                                                            |                                                            |   |   |                                                              |                                                              |                                                              |                                                              |                                                              |  |   |                                      |                                      |                                      |                                      |                                      |  |

| Campeón Clausura 2019 |
| --------------------- |
|                       |
| Deportivo Mixco       |
| 1.er Título           |

## Incidente: Deportivo Reu - Quiché y suspensión de la final

### Precedentes
En el partido de la fecha 15 del grupo A del Clausura 2019 entre Deportivo Reu y Quiché FC, el conjunto visitante utilizó a dos jugadores -David Aroche y Luis Mora con otra identidad. Producto de ello el Club Deportivo Reu levantó una demanda en contra del su rival ante el comité de disciplina de la liga, exigiendo la aplicación del artículo 48 del reglamento de la competición (manipulación de resultados), siendo esta rechazada varias veces por la institución.
La denuncia fue insistente y llegó a poder de la Federación Nacional de Fútbol de Guatemala, quien exigió cartas en el asunto al comité de disciplina de la liga en cuestión. Concluyendo darle la oportunidad de defensa al club quichelense el 9 de mayo. 

### Castigos
En un histórico precedente para el fútbol de Guatemala, el Comité Ejecutivo de la Fedefut resolvió con lugar el recurso de apelación del Deportivo Reu en contra de la resolución de la Liga Primera División.
De conformidad con el Código Disciplinario de la FIFA y Reglamento de Competencia de la Liga Primera División”, resolvió los siguientes castigos:
1. Pérdida del juego ante Reu por 3-0
2. Suspensión de un año al dirigente Carlos Francisco Veliz Ponce.
3. multa de Q25 mil a Quiché
4. Excluir a Quiché de la competición en curso, temporada 2018-2019
5. Suspensión de un año al técnico Marlon Iván León, a los jugadores Luis Mora Mena, David Aroche, Ademir Alvarado, Enrique Marroquín, por suplantación de identidad.

### Consecuencias
El Comité Ejecutivo de la Primera División declaró a Mixco como Campeón del Torneo Clausura 2019, por lo que enfrentará en el playoff por el ascenso a la Liga Nacional al subcampeón del apertura: Sansare. 
El órgano disciplinario concluyó: 
I. La DESPROGRAMACIÓN del juego de Vuelta de la Etapa Final, Fase Final del Torneo de Clausura, Temporada Oficial 2018-19, entre los Equipos: Club Deportivo Mixco y Quiché Fútbol Club S.A., cuya programación fue establecida para el domingo 19 de mayo de 2019, a partir de las 15:00 horas en el estadio Santo Domingo de Guzmán de la Ciudad de Mixco, Departamento de Guatemala.
II. Se establece que, en vista de que el Equipo Quiché F.C., ha sido excluido de la competición en curso de la Temporada Oficial 2018-19, se DECLARA CAMPEÓN del Torneo de Clausura Temporada Oficial 2018-19, al Club Deportivo Mixco.
III. En cuanto a la programación y definición del equipo que ocupe el puesto vacante que le correspondería al Sub Campeón del TOrneo de Clausura 2018-19, el COmité Ejecutivo se reunirá el día lunes 20 de mayo de 2019, para resolver lo conducente.

IV. Con relación a la programación de los dos partidos únics de ascenso de la presente Temporada Oficial 2018-19, ésta se programará una vez que se resuelva el punto tres de la presente resolución y se notificará de manera inmediata a los Equipos involucrados.

## Ascensos y descensos
Jugarán los playoffs por el ascenso:
- El campeón del Torneo Apertura 2018 contra el subcampeón del Torneo Clausura 2019
- El campeón del Torneo Clausura 2019 contra el subcampeón del Torneo Apertura 2018

Posteriormente, y bajo las mismas normativas bajo las que se nombró campeón a Deportivo Mixco, se determinó a Santa Lucía Cotzumalguapa como el primer ascendido.
| 31 de mayo de 2019 | CD Sansare | 0:1 (0:1) | Deportivo Mixco | Estadio Pensativo, Antigua Guatemala |  |

### Ascendidos a laLiga Nacional 2019-20
|             |                 |
| Santa Lucía | Deportivo Mixco |

- Datos: Q62083725